# Anjoutey
Anjoutey és un municipi francès, es troba al departament del Territori de Belfort i a la regió de Borgonya - Franc Comtat. L'any 1999 tenia 591 habitants.

## Geografia
Se situa a la vora d'un petit riu anomenat La Madeleine que neix al massís dels Vosges.

## Demografia
| 1962 | 1968 | 1975 | 1982 | 1990 | 1999 |
| ---- | ---- | ---- | ---- | ---- | ---- |
| 365  | 258  | 339  | 423  | 544  | 591  |